# Avrainville (Meurthe-et-Moselle)
Avrainville ist eine französische Gemeinde mit 215 Einwohnern (Stand: 1. Januar 2022) im Département Meurthe-et-Moselle in der Region Grand Est (vor 2016: Lothringen). Sie gehört zum Arrondissement Toul und zum Kanton Le Nord-Toulois. Die Einwohner werden Avrainvillois genannt.

## Geografie
Avrainville liegt etwa 20 Kilometer westnordwestlich von Nancy. Umgeben wird Avrainville von den Nachbargemeinden Manoncourt-en-Woëvre im Westen und Norden, Rosières-en-Haye im Nordosten, Jaillon im Osten sowie Francheville im Süden. 

## Bevölkerungsentwicklung
| Jahr                       | 1962 | 1968 | 1975 | 1982 | 1990 | 1999 | 2006 | 2019 |
| Einwohner                  | 170  | 166  | 142  | 132  | 144  | 170  | 231  | 215  |
| Quellen: Cassini und INSEE |      |      |      |      |      |      |      |      |

## Sehenswürdigkeiten
- Kirche Saint-Pierre aus dem 18. Jahrhundert
- Reste des Schlosses von Avrainville aus dem 18. Jahrhundert, zunächst Mühle, heute Gutshof

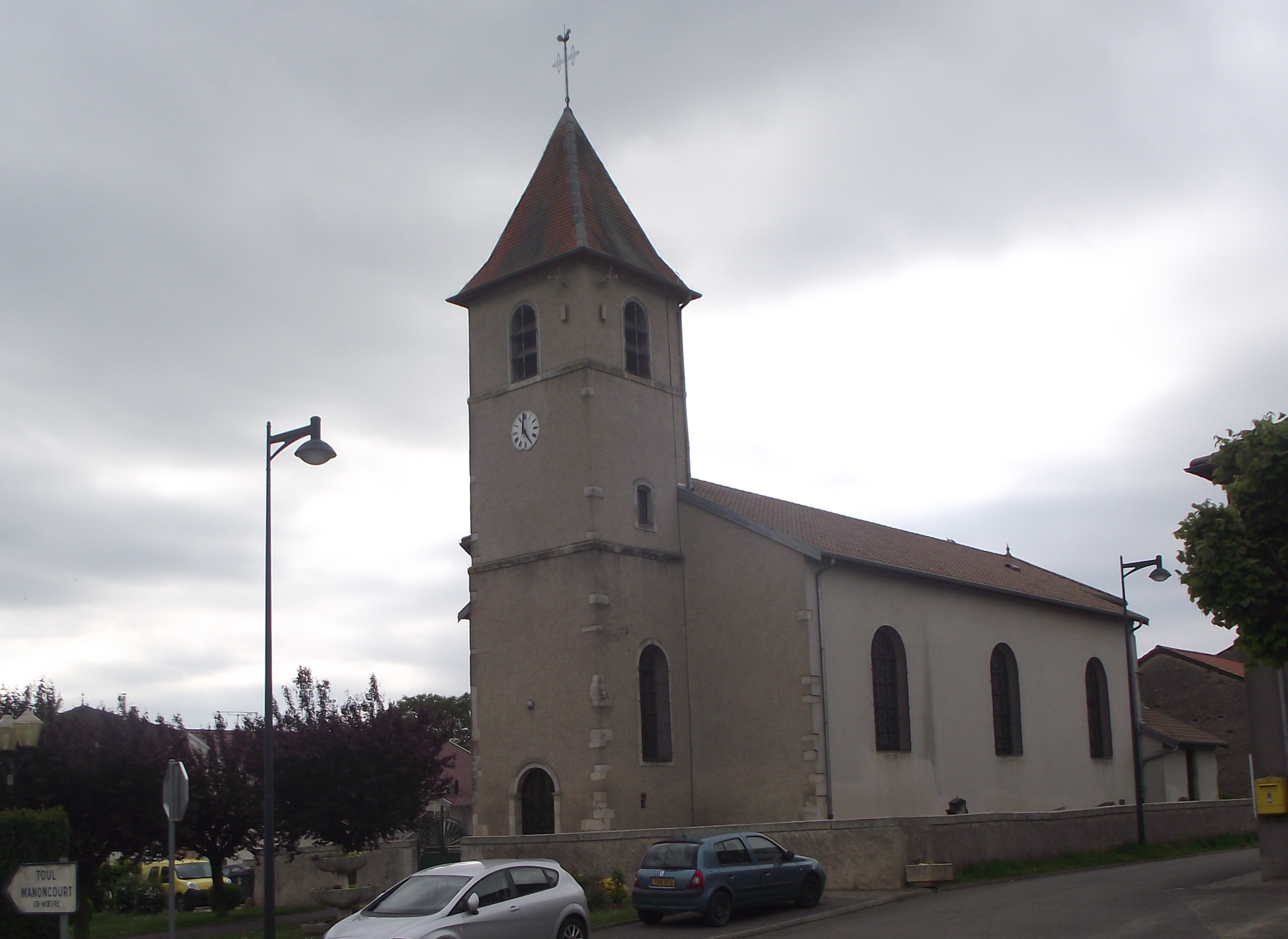
Kirche Saint-Pierre